# Пизани, Тиффани
Ти́ффани Пиза́ни (англ. Tiffany Pisani; род. 20 января 1992, Вулвергемптон, Англия, Великобритания) — британо-мальтийская модель, актриса и победительница шестого сезона британского модельного реалити-шоу «Топ-модель по-британски».

## Карьера
Карьера Пизани началась в 2008 году, когда она снялась в музыкальном клипе мальтийского диджея Ruby под названием «Living in The Dark».
В 2010 году Тиффани приняла участие в шестом сезоне популярного британского реалити-шоу «Топ-модель по-британски» и заняла в нём первое место, благодаря чему Пизани стала известна на всю страну.
После этого Пизани начала серьёзную работу в модельном бизнесе и вскоре начала появляться на обложках таких журналов, как «Sunday Circle».
В 2017 году Пизани была удостоена звания «Мисс Вселенная Мальта 2017» и представляла Мальту на конкурсе «Мисс Вселенная 2017», однако не смогла одержать победу.
В 2025 году Пизани приняла участие в музыкальном песенном телешоу «Маска», мальтийской адаптации популярного международного формата «The Masked Singer» в маске Рыцаря и покинула проект в четвёртом выпуске.

## Личная жизнь
Пизани имеет мальтийские и британские корни, так как её отец был мальтийцем, а мать — британкой. Кроме того, у Пизани есть старшая сестра. Также, Пизани свободно говорит на английском и мальтийском языках.
После победы в «Топ-модели по-британски» Пизани начала жить в Лондоне и работать в Милане, Париже и Гонконге.

## Фильмография
| Год  |   | Русское название | Оригинальное название   | Роль       |
| ---- | - | ---------------- | ----------------------- | ---------- |
| 2010 | с | Холлиокс         | Hollyoaks               | модель     |
| 2015 | ф | Из машины        | Ex machina              | Катя       |
| 2025 | с | Маска            | The Masked Singer Malta | самой себя |